# Yamaha RD 80 MX
Das Motorrad Yamaha RD 80 MX ist ein Leichtkraftrad des japanischen Motorradherstellers Yamaha.

## Geschichte
Die RD 80 MX basiert auf dem Mokick RD 50 MX. Sie war 1980 in der damals neugeschaffenen Klasse der Leichtkrafträder (damals Klasse 1b, heute A1), das erste 80 cm³ Straßenmotorrad von Yamaha für den deutschen Markt. Das Enduro Schwestermodell mit dem gleichen Motor, war die DT 80 MX.
Die RD80 MX gab es in Weiß-Blau, Weiß-Rot, Schwarz, Rot und Blau. Die RD 80 MX wurde ab 1982 abgelöst von der stärkeren, wassergekühlten RD 80 LC. In Deutschland wurden 16.373 Fahrzeuge dieses Typs zugelassen.

## Technik
Die RD 80 MX ist ein Leichtkraftrad mit luftgekühltem Zweitaktmotor. Sie hat vorne eine Scheibenbremse, hinten eine Trommelbremse und eine 6-V-Elektrik. Das Fahrwerk besteht aus einem Rohrrahmen mit Telegabel vorne und Cantileverfederung hinten.
Der luftgekühlte Einzylindermotor der RD 80 MX leistet:
Typ 5G1 (Yamaha RD 80 MX, Baujahr 1980–82), 
- 5 kW / 6,8 PS, Höchstgeschwindigkeit 80 km/h.